# Palacio Falguera
El palacio Falguera (en catalán: Palau Falguera) es un edificio situado en medio de una zona de jardines, en San Feliú de Llobregat, en la comarca del Bajo Llobregat. Está dentro del área metropolitana de Barcelona. 

## Historia y descripción
El Palacio Falguera y sus jardines datan del siglo XVII, cuando Jaume Falguera  construyó un gran palacio, con unos jardines que llegaban hasta el río Llobregat. Algunas fuentes históricas mencionan la estancia en el "Palau Falguera" del rey Felipe V, a principios del siglo XVIII. 
Hasta el año 1988, este conjunto histórico fue propiedad del marqués de Castellbell, José Luis de Vilallonga, quien lo había heredado de su padre, descendiente de Jaime Falguera. En 1995 la finca, que actualmente la forman un palacio de 4000 m² y los jardines que la rodean, la adquirió el Ayuntamiento de San Feliú de Llobregat y rehabilitó el palacio.
La Associació Amics de les Roses de Sant Feliu de Llobregat se constituyó el 23 de abril de 2003 en la sede del Palau Falguera y en el mes de mayo, coincidiendo con la celebración de la XLV Exposición Nacional de Rosas se dio a conocer como entidad plural y abierta a todas las personas que estiman las rosas.
Actualmente, estos jardines, que tienen una extensión de 1,5 hectáreas, son un parque público, y el Palacio acoge diversos servicios municipales y desde el año 2006 es la sede de la Exposición Nacional de Rosas de San Feliú de Llobregat, uniendo así dos de los símbolos más emblemáticos y representativos de San Feliú de Llobregat (el palacio y las rosas).

Detalles ornamentales del palacio

Detalles
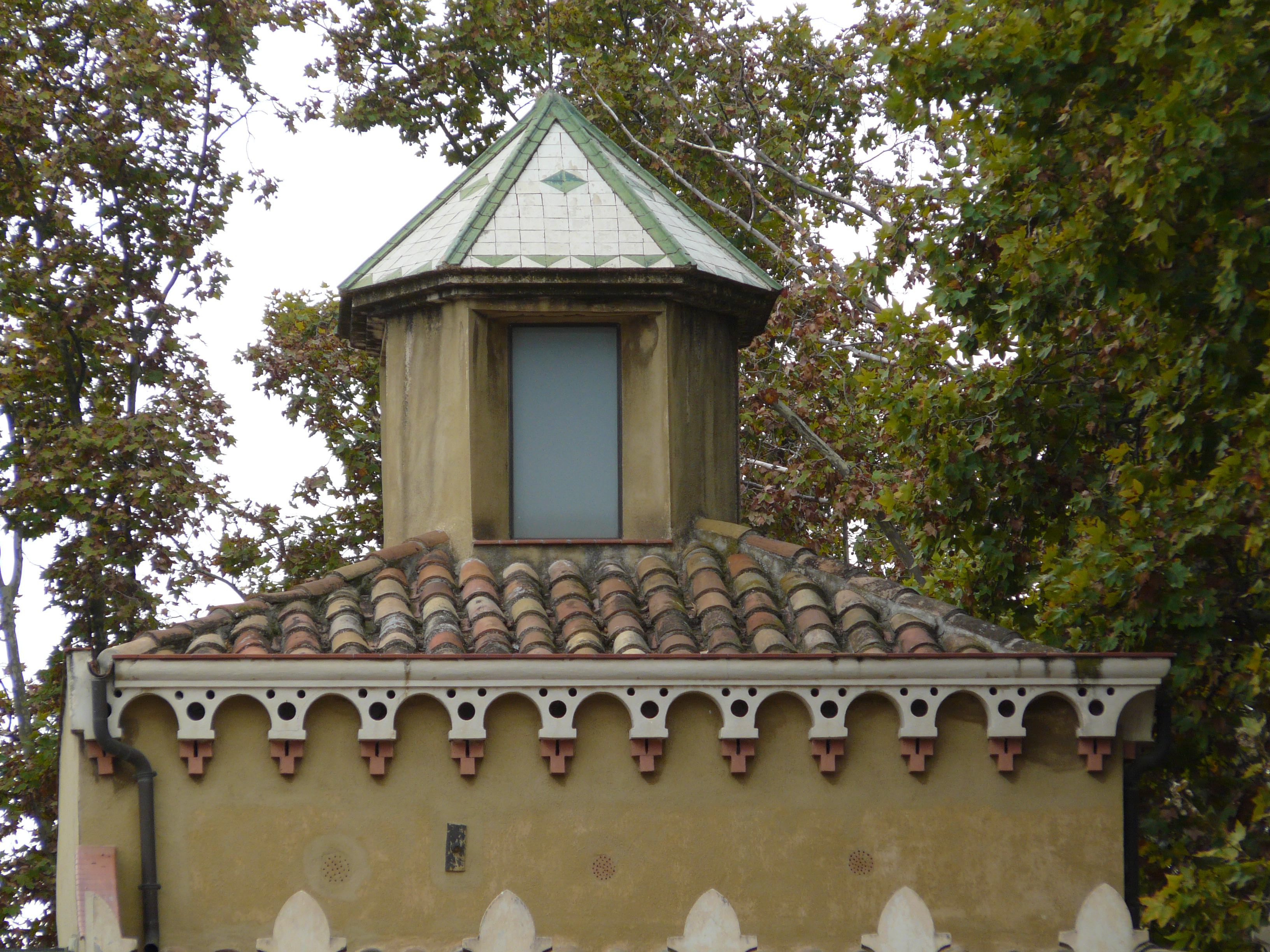
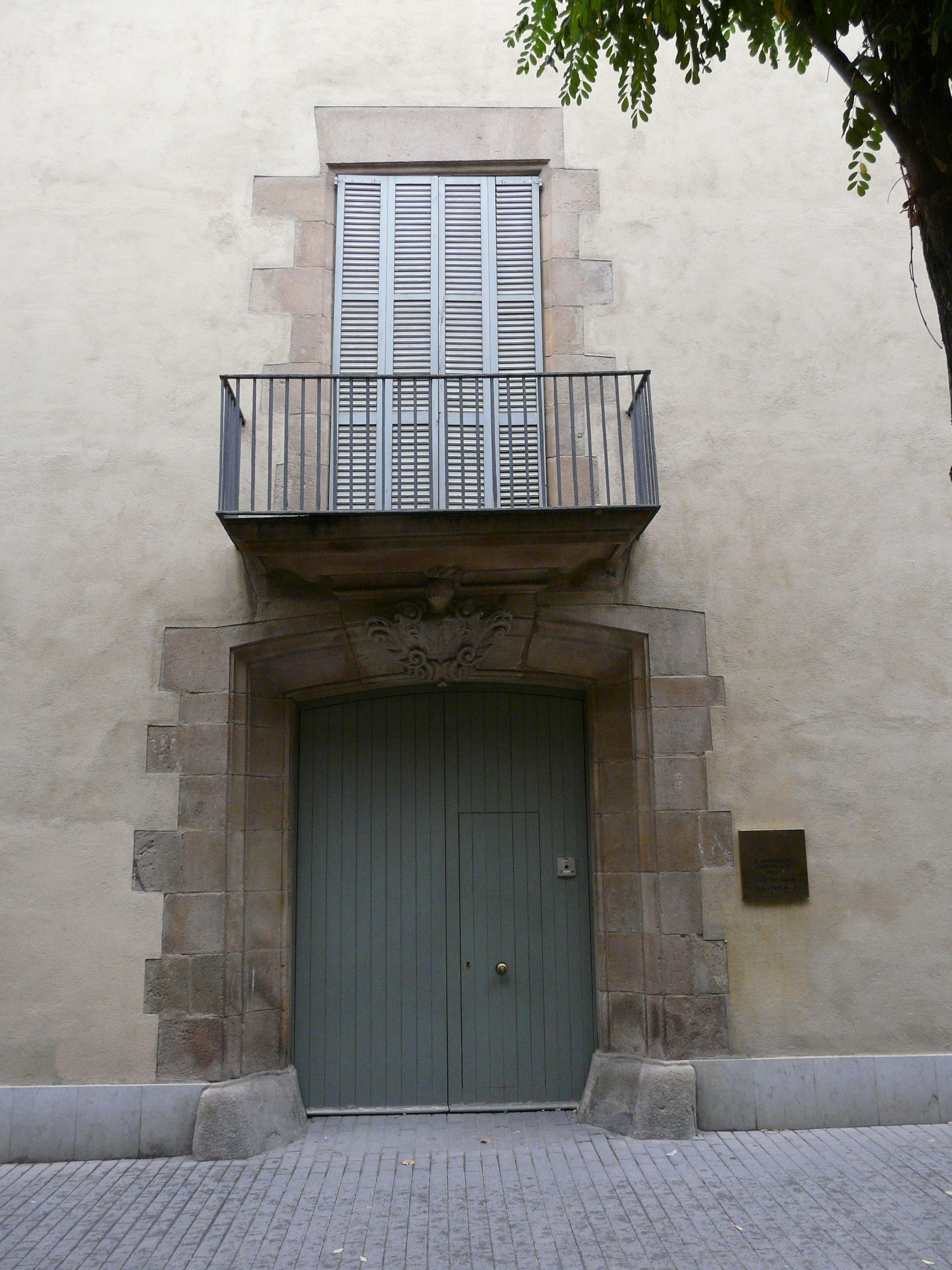
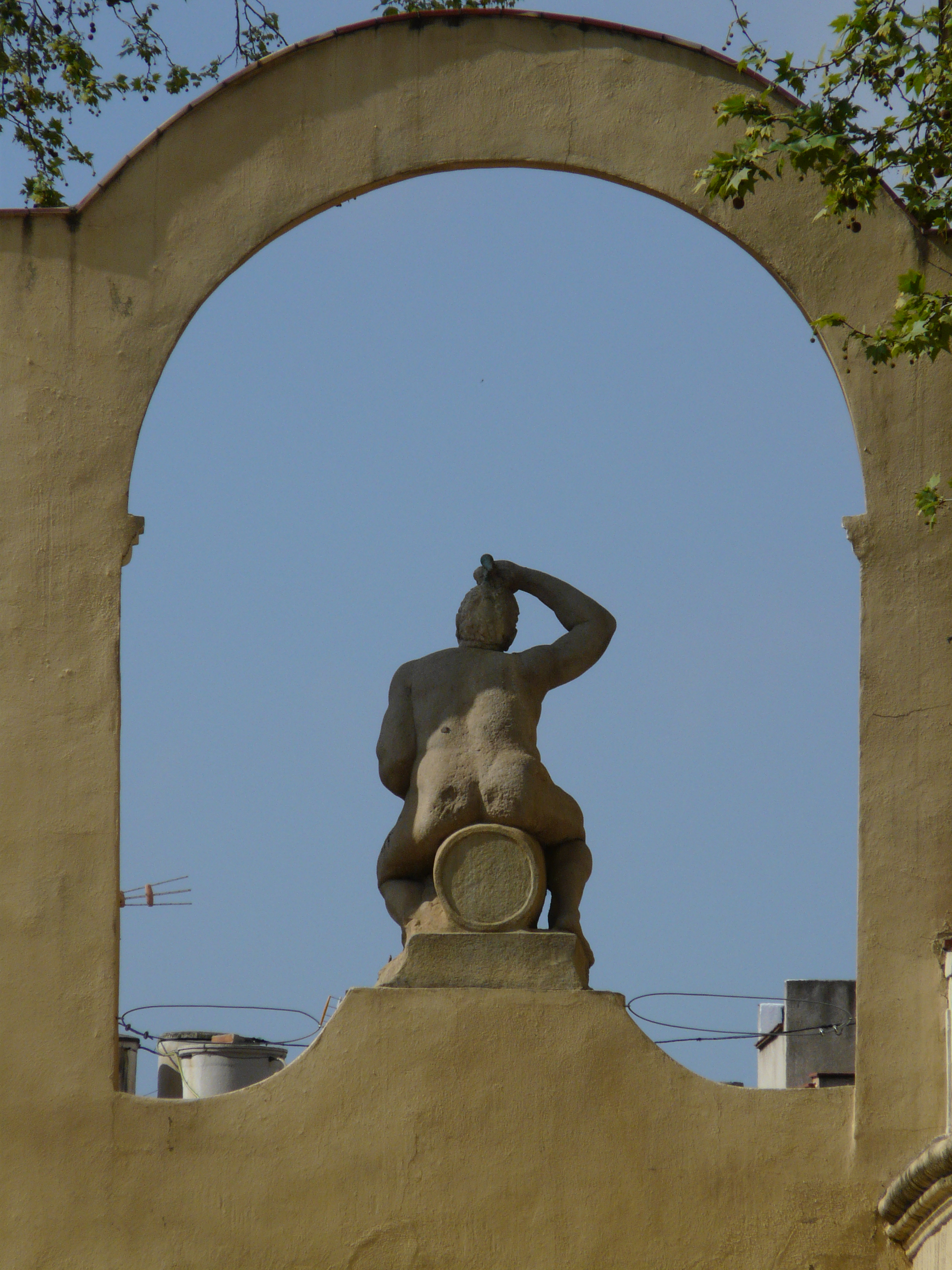
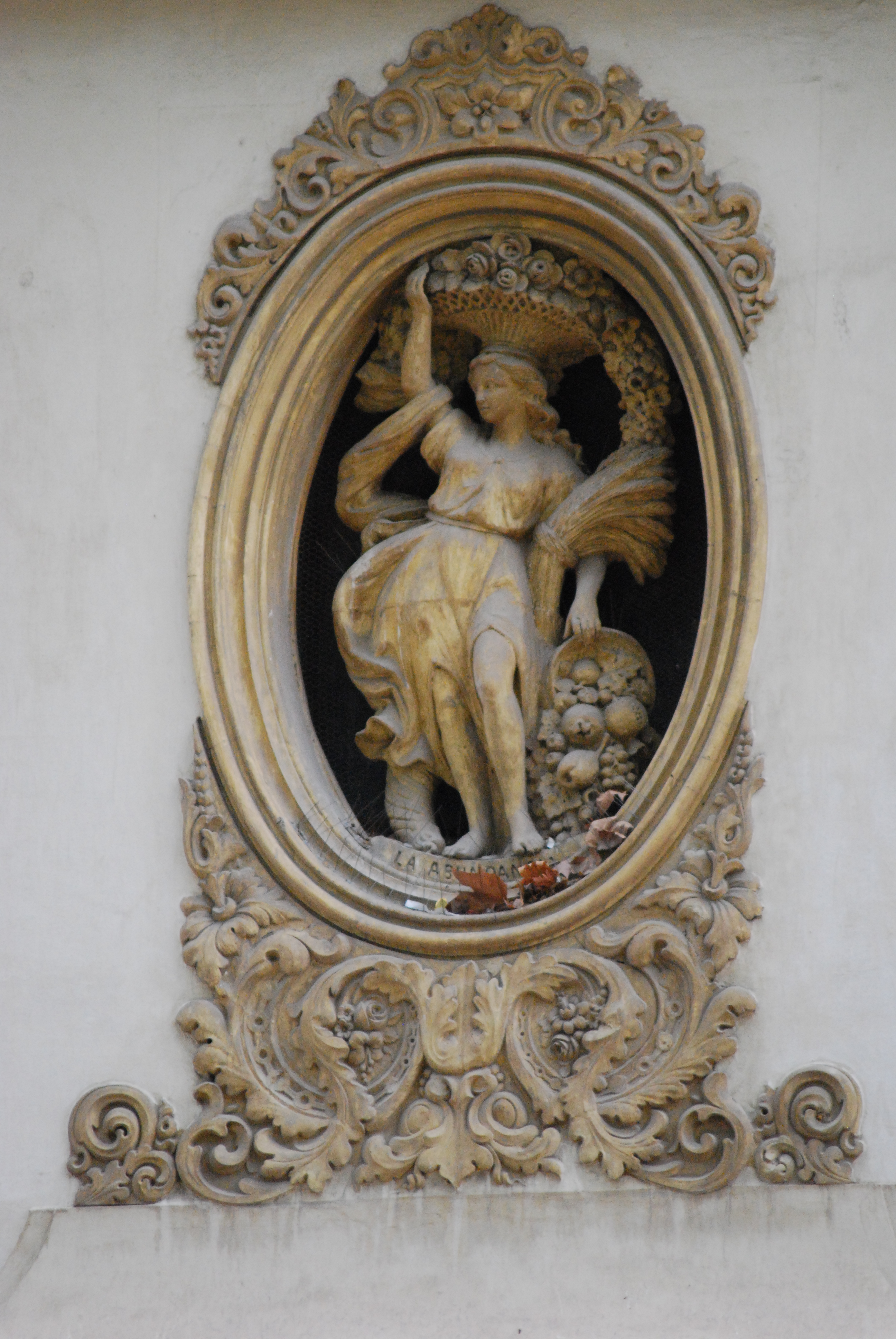
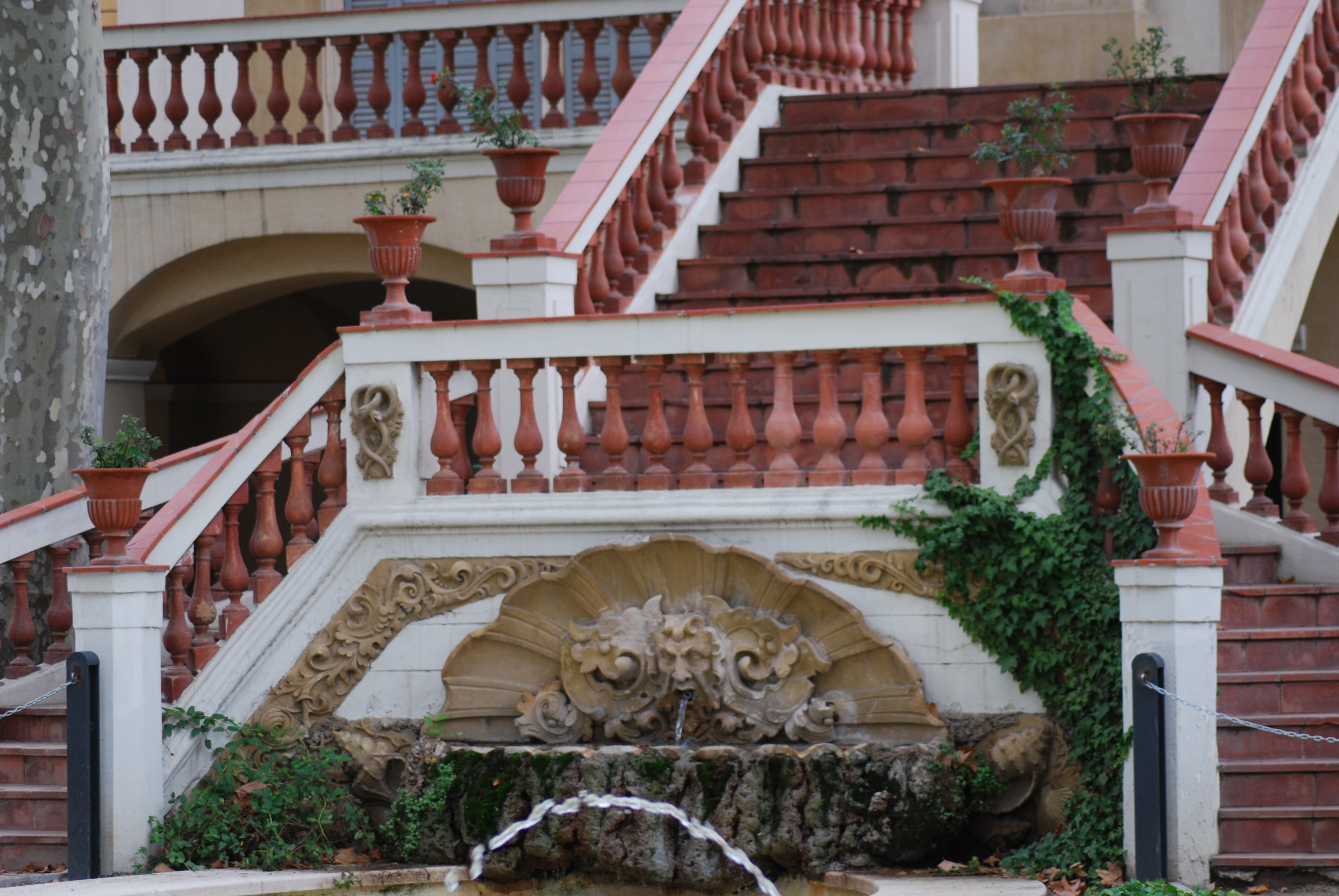

Estatuas en la fuente y los jardines

Jardines
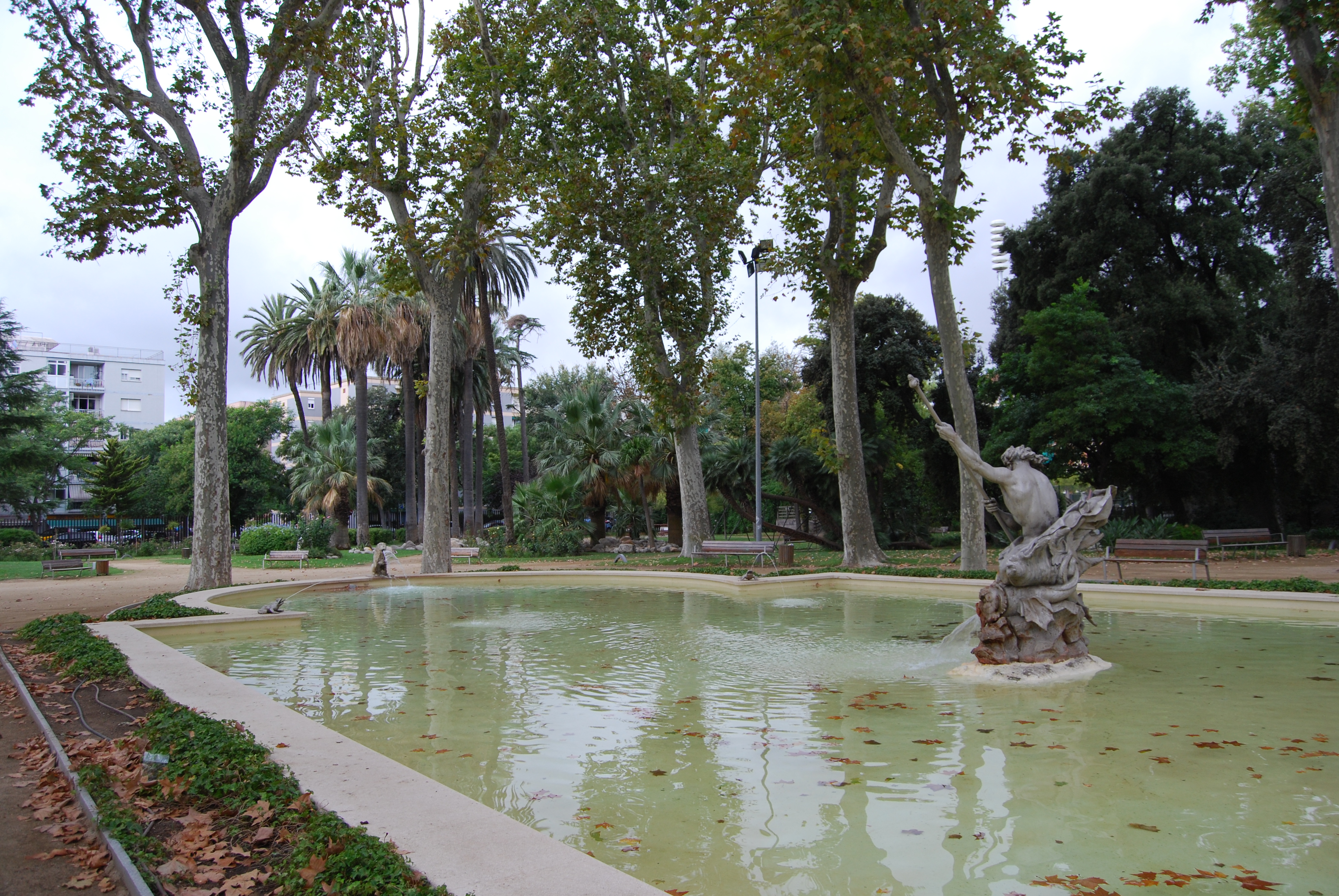
El estanque principal.
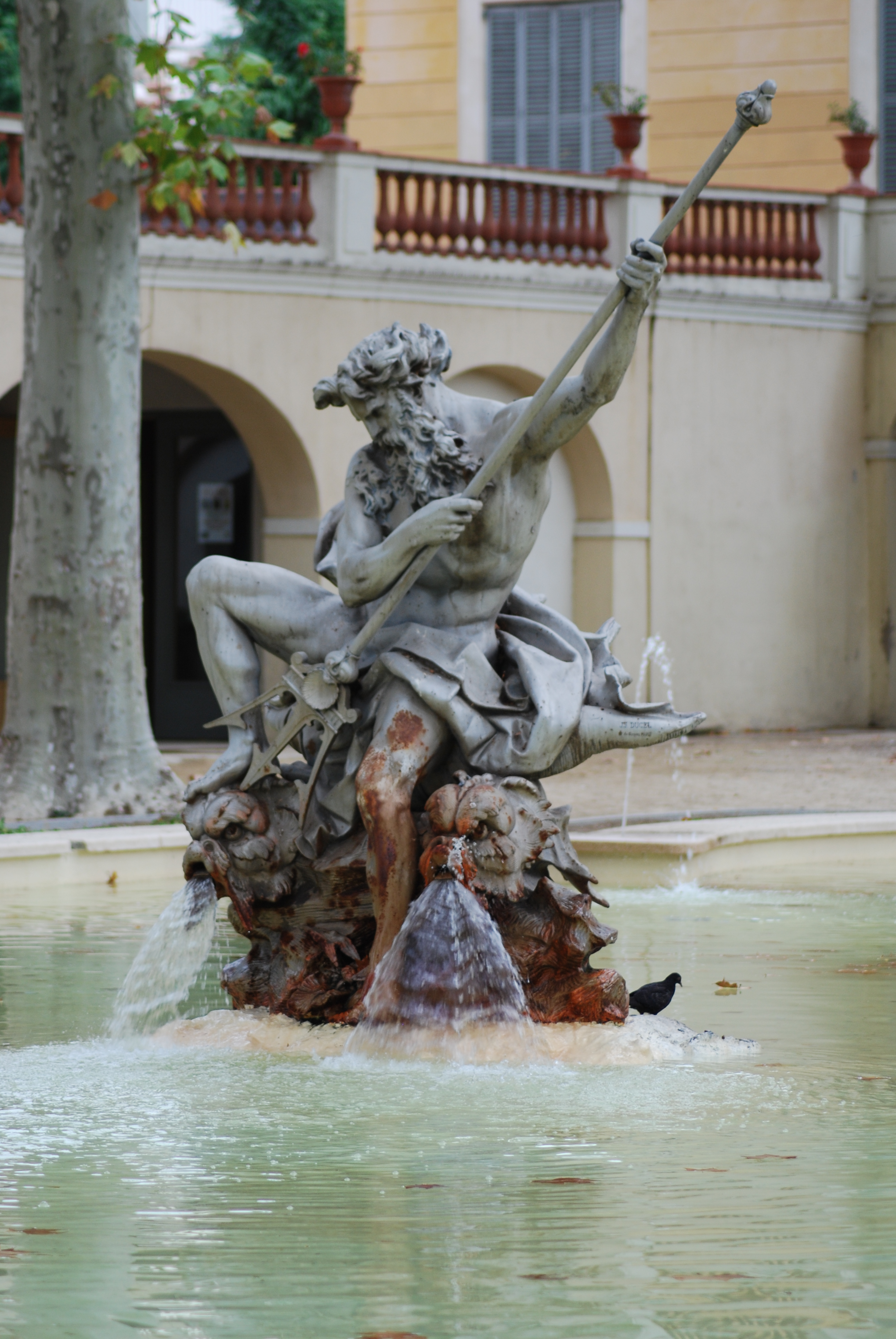
Escultura del estanque.
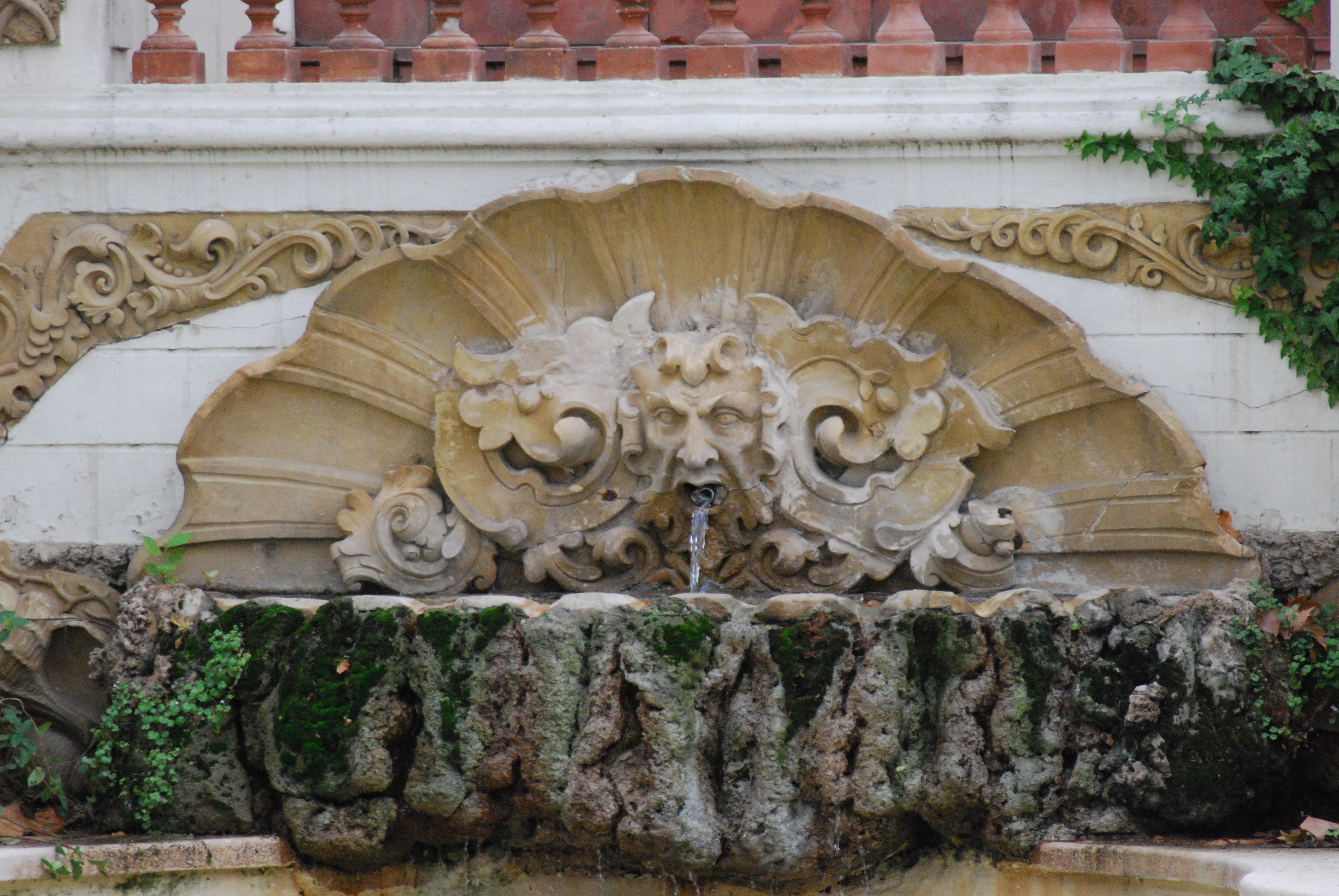
La fuente que surte al estanque.
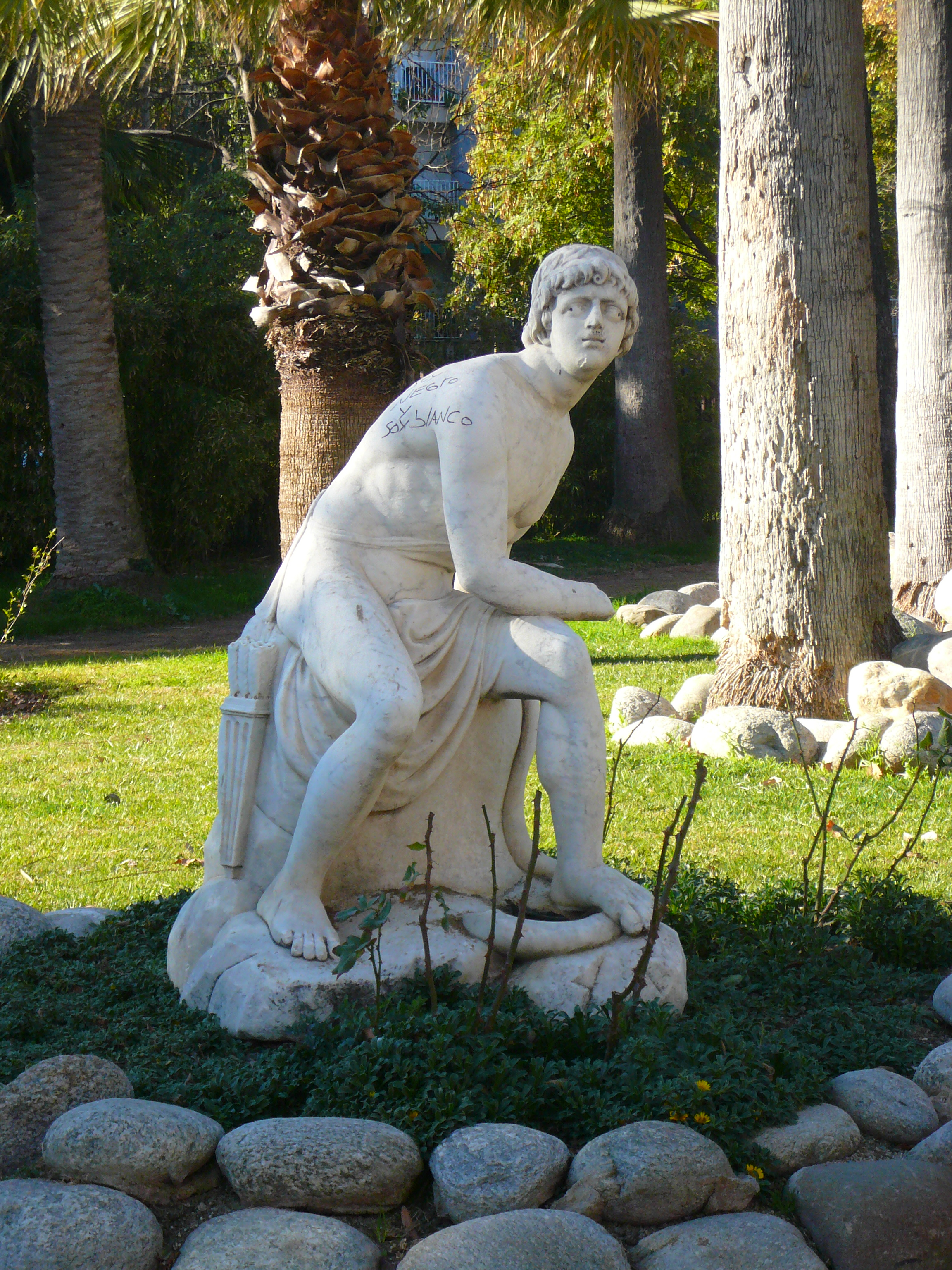
Escultura en el jardín.
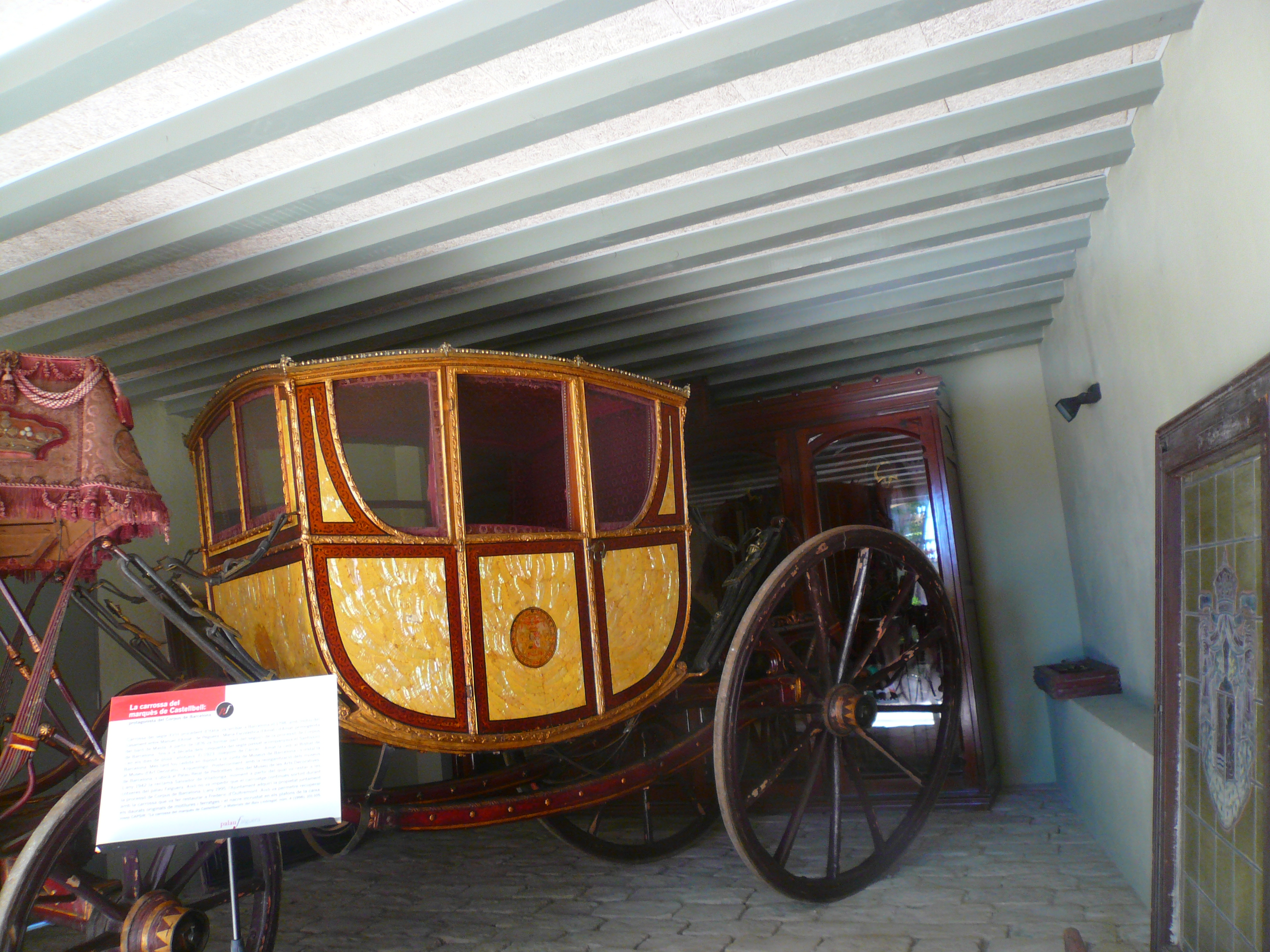
Carroza del Santo Sacramento (o carroza de oro), propiedad del virrey Manuel Amat y Junyent, la cual fue traída desde Perú.